# Stoneleigh Motors

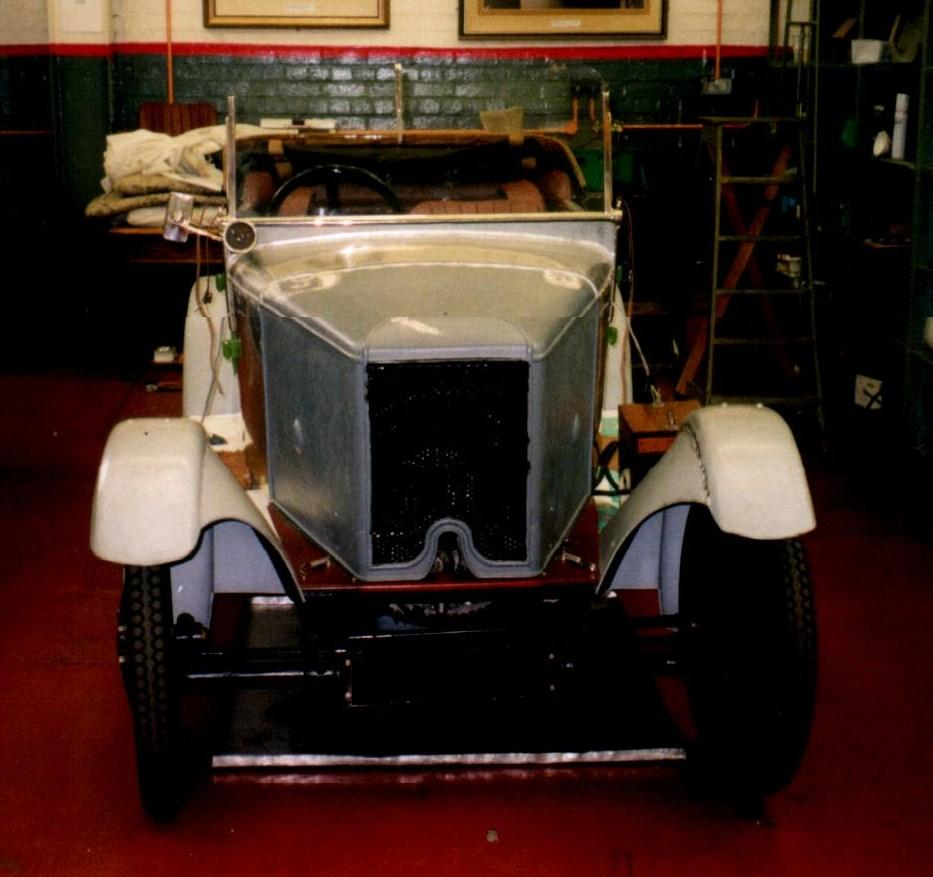
Stoneleigh von 1923

Stoneleigh Motors Limited war ein britischer Hersteller von Automobilen.

## Unternehmensgeschichte
Das Unternehmen aus Coventry begann 1912 mit der Produktion von Automobilen. 1924 endete die Produktion.

## Fahrzeuge
Das erste Modell war der 12 HP, der zwischen 1913 und 1914 angeboten wurde. Der Vierzylinder-Schiebermotor mit 2015 cm³ Hubraum kam von der Daimler Motor Company. 1918 folgte das Modell 8 HP mit einem V2-Motor von Armstrong Siddeley mit anfangs 998 cm³ Hubraum mit einer Bohrung von 85 mm bei einem Hub von 88 mm, der 1921 auf 1010 cm³ erhöht wurde. Das Fahrzeug hatte ein Dreiganggetriebe. Der Radstand betrug 2438 mm. Der Tankinhalt lag bei 18 Litern.
Ein Fahrzeug dieser Marke ist im Besitz des Rolls-Royce Heritage Trust in Derby.